# Theodor Eimer

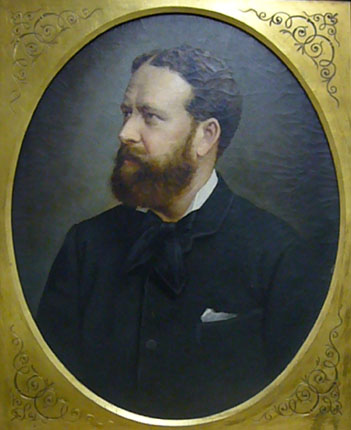
Theodor Eimers Bildnis auf einem Gemälde aus dem Bestand der Tübinger Professorengalerie

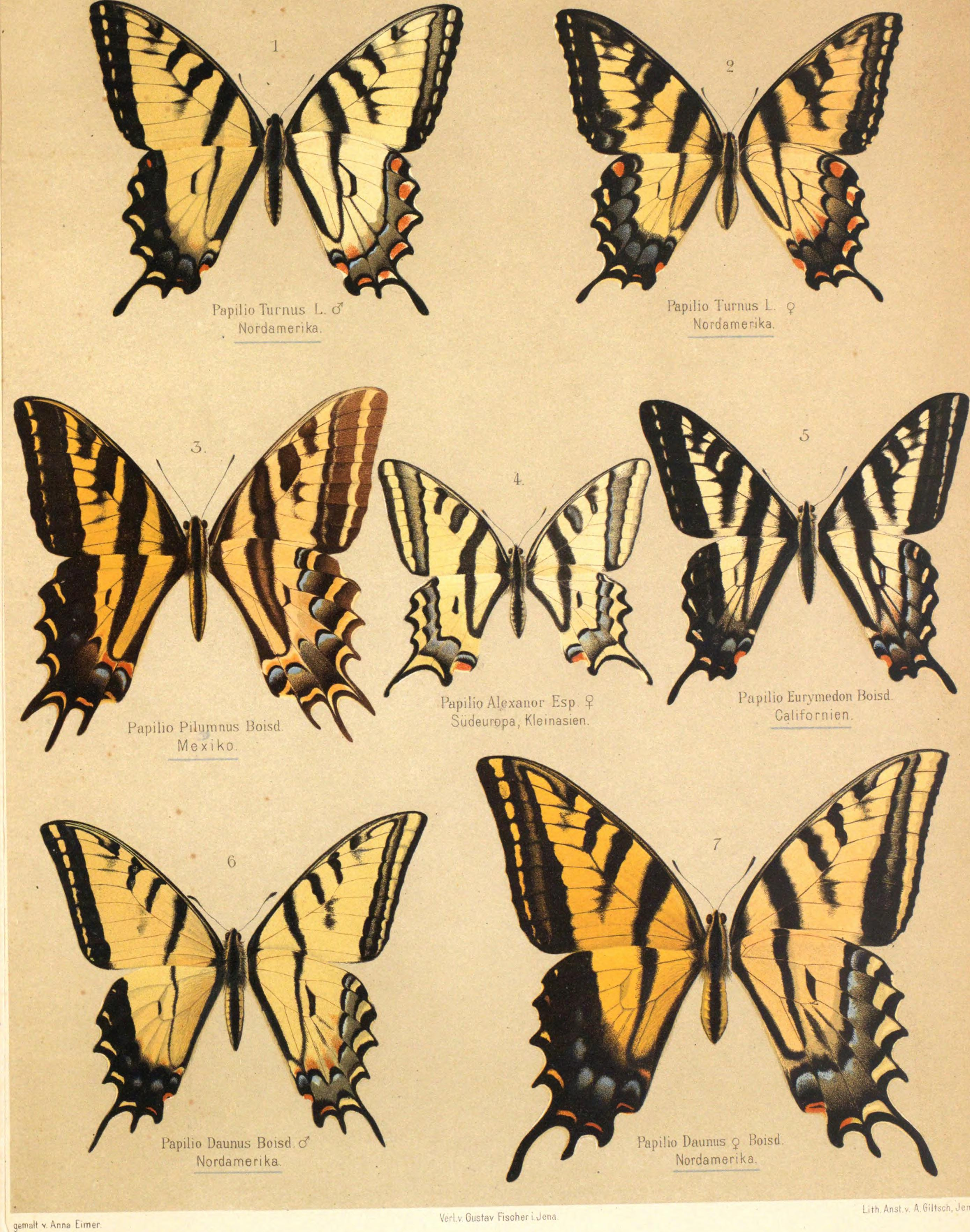
Die Artbildung und Verwandtschaft bei den Schmetterlingen.

Gustav Heinrich Theodor Eimer (* 22. Februar 1843 in Stäfa, Schweiz; † 29. Mai 1898 in Tübingen) war ein deutscher Zoologe und Vergleichender Anatom.
Während seines Studiums der Medizin wurde er Mitglied der Burschenschaft Allemannia Heidelberg. Er war auch Mitglied der Burschenschaft Germania Tübingen. Anschließend war er bei dem Zoologen August Weismann in Freiburg tätig. Unter Albert Kölliker wurde er 1869 zum Dr. phil. promoviert.
1870 habilitierte Eimer sich für Zoologie. Von 1869 bis 1871 war er Prosektor der Zootomie in Würzburg. Eimer wurde Inspektor des Darmstädter Museums und außerordentlicher Professor am Polytechnikum Darmstadt. 1875 wurde er Professor für Zoologie und Vergleichende Anatomie an der Universität Tübingen. Zu seinen Forschungsgebieten gehörten Untersuchungen zur Fettresorption, zu Becherzellen, Reptilieneiern und Wirbellosen. Nach ihm wurden die sogenannten Eimerschen Organe benannt, welche bei Maulwürfen gefunden wurden. Ebenfalls nach ihm benannt wurde die Einzellergattung Eimeria. Außerdem wird ihm angerechnet, den Begriff Orthogenese populär gemacht zu haben. Am 26. Mai 1879 (Matrikel-Nr. 2225) wurde er zum Mitglied der Leopoldina gewählt.
Seine letzte Ruhestätte fand er auf dem Tübinger Bergfriedhof.

## Schriften (Auswahl)
- Zur Geschichte der Becherzellen, insbesondere derjenigen der Schleimhaut des Darmcanals. Inaugural-Dissertation, August Hirschwald, Berlin 1868 (Archive)
- Ueber die ei- oder kugelförmigen sogenannten Psorospermien der Wirbelthiere. Ein Beitrag zur Entwicklungsgeschichte der Gregarinen und zur Kenntniss dieser Parasiten als Krankheitsursache. A. Stuber,  Würzburg 1870 (Archive)
- Zoologische Studien auf Capri. Wilhelm Engelmann, Leipzig 1873 (Google Books)
- Zoologische Studien auf Capri. II. Lacerta Muralis Coerulea. Ein Beitrag zur Darwin´schen Lehre. Wilhelm Engelmann, Leipzig 1874 (Archive)
- Zoologische Untersuchungen mit besonderer Berücksichtigung der Biologie. Zoologische Untersuchungen, Heft I, Stahel, Würzburg 1874 Google Books
- Die Medusen physiologisch und morphologisch auf ihr Nervensystem untersucht. H. Laupp, Tübingen 1878 (Archive)
- Untersuchungen über das Variiren der Mauereidechse, ein Beitrag zur Theorie von der Entwicklung aus constitutionellen Ursachen, sowie zum Darwinismus. Nicolaische Verlags-Buchhandlung, R. Stricker, Berlin 1881 Archive
- Die Entstehung der Arten auf Grund von Vererben erworbener Eigenschaften nach den Gesetzen organischen Wachsens. Ein Beitrag, zur einheitlichen Auffassung der Lebewelt. (3. Bd., Jena und Leipzig, 1888–1901)
  - Die Entstehung der Arten auf Grund von Vererben erworbener Eigenschaften nach den Gesetzen organischen Wachsens. Ein Beitrag, zur einheitlichen Auffassung der Lebewelt, I. Theil. Gustav Fischer, Jena 1888 (Archive)
    - ins Englische übersetzt durch Joseph Thomas Cunningham (1859–1935): Organic Evolution as the result of the inheritance of acquired characters according to the laws of organic growth, Macmillan & Co., London, 1890 (Archive)

  - Die Entstehung der Arten auf Grund von Vererben erworbener Eigenschaften nach den Gesetzen organischen Wachsens. Ein Beitrag, zur einheitlichen Auffassung der Lebewelt, II. Theil. Orthogenesis der Schmetterlinge. Wilhelm Engelmann, Leipzig 1897 (Archive)
  - Die Entstehung der Arten auf Grund von Vererben erworbener Eigenschaften nach den Gesetzen organischen Wachsens. Ein Beitrag, zur einheitlichen Auffassung der Lebewelt, III. Theil. Vergleichend-anatomisch-physiologische Untersuchungen über das Skelett der Wirbeltiere. Wilhelm Engelmann, Leipzig 1901 (Archive)
- Die Artbildung und Verwandtschaft bei den Schmetterlingen. Eine systematische Darstellung der Abänderungen, Abarten und Arten der Segelfalter-ähnlichen Formen der Gattung Papilio. Text. Gustav Fischer, Jena 1889 (Archive)
- Die Artbildung und Verwandtschaft bei den Schmetterlingen. Eine systematische Darstellung der Abänderungen, Abarten und Arten der Segelfalter-ähnlichen Formen der Gattung Papilio. Tafeln. Gustav Fischer, Jena 1889 (Archive)
- Die Artbildung und Verwandtschaft bei den Schmetterlingen. II. Theil. Eine systematische Darstellung der Abänderungen, Abarten und Arten der Schwalbenschwanz-ähnlichen Formen der Gattung Papilio. Text. Gustav Fischer, Jena 1895 (Archive)
- Die Artbildung und Verwandtschaft bei den Schmetterlingen. II. Theil. Eine systematische Darstellung der Abänderungen, Abarten und Arten der Schwalbenschwanz-ähnlichen Formen der Gattung Papilio. Tafeln. Gustav Fischer, Jena 1895